# Gustave Walckiers
Gustave Walckiers est un peintre belge (1831-1891) de l'école réaliste développant à la fin de sa vie des accents luministes,. Il s'est principalement fait connaître par ses paysages et des vues de villes européennes et particulièrement de nombreux sites emblématiques de Bruxelles.

## Vie privée
Gustave Walckiers est né à Bruxelles le 17 mars 1831 et meurt à Saint-Josse-ten-Noode le 4 mars 1891, enterré au cimetière de Laeken. Il est le fils de Pierre-Joseph Walckiers et Jeanne Devadder et collabore à la Cotonnière Bruxelloise dirigée par son frère Sébastien. Il épouse en 1858 Valérie Herlant. Les époux meurent sans descendance. Il est l’oncle de l’architecte Julien Walckiers.

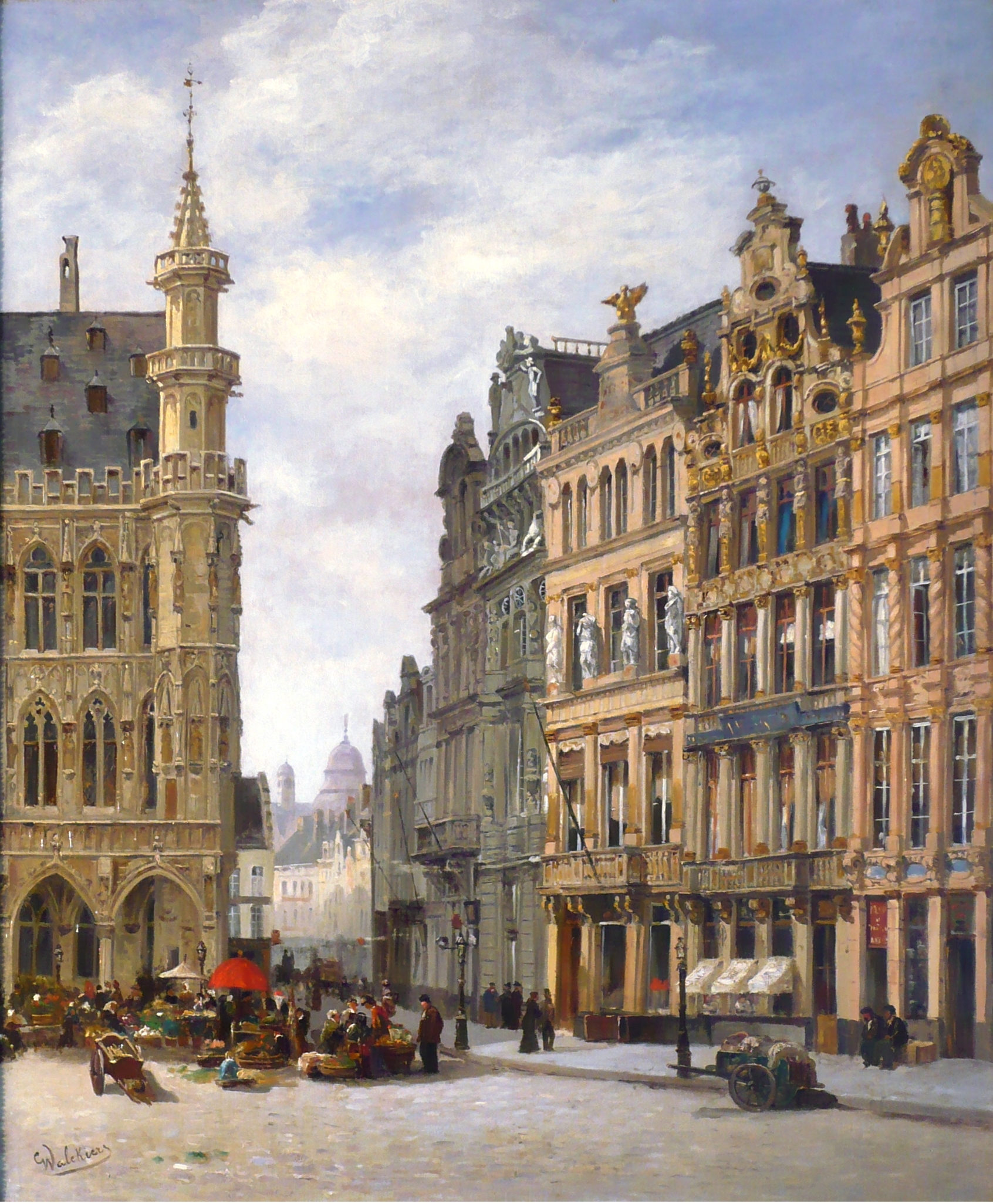
La Grand-Place de Bruxelles

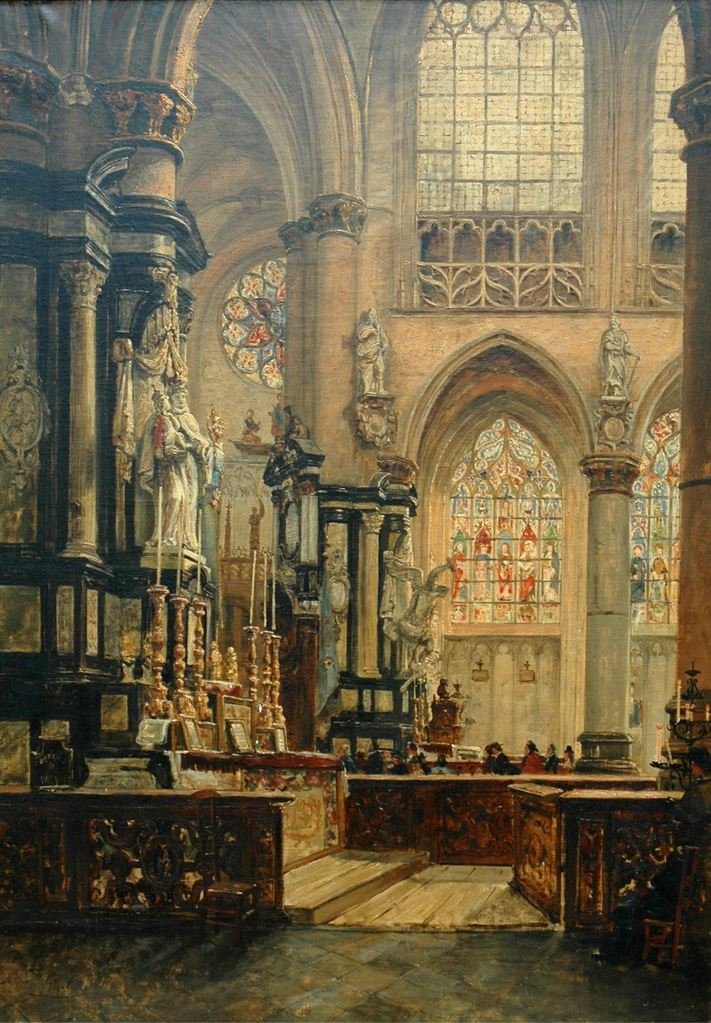
Église N.-D. du Sablon à Bruxelles

## Parcours pictural
De 1851 à 1853, Walckiers suit les cours de l’Académie royale des Beaux-Arts de Bruxelles, il est marqué par un de ses professeurs à savoir François Bossuet tout en recevant aussi des leçons de Jules Breton,. En 1855 il réussit avec distinction les épreuves de candidat notaire auprès de l'Université Libre de Bruxelles,. Abandonnant la voie du notariat, il se lance dans la peinture de style réaliste et ouvre un atelier dans sa ville natale.
Il se fait principalement connaître par des paysages et des vues de villes européennes et, en particulier, des sites bruxellois, comme son Panorama de Bruxelles qui montre l'Ancien Palais de Justice de Bruxelles ou le tableau Boulevard du Nord désormais connu sous le nom de boulevard Adolphe Max.
Tout en appartenant à l'école réaliste, Walckiers n'hésite pas à transformer quelque peu la réalité. Dans le tableau Rue Royale à Bruxelles, il inverse l’ordre de certaines maisons; de même dans Boulevard du Nord à Bruxelles. À la suite de son maître François Bossuet, il campe dans les paysages une multitude de personnages, une manière de faire typique du courant réaliste.
De 1872 à sa mort en 1891, Gustave Walckiers est membre du Cercle Artistique et Littéraire de Bruxelles, devenu Cercle Gaulois. C'est dans le Vauxhall de cette institution qu'il expose en 1887 divers tableaux provenant de ses voyages en Europe.
En 1876, son tableau Hôtel de Ville d’Alost est sélectionné avec 36 autres œuvres d’artistes belges pour figurer aux U.S.A. à la Centennial Exposition in Philadelphia. À huit reprises, Walckiers participe aux expositions triennales de Bruxelles, Gand et d'Anvers.
Son décès en 1891 est mentionné dans la revue The magazine of Art paraissant à Paris, Londres et Melbourne.

## Expositions
- 1869 ; 21e Salon triennal de Bruxelles ; Walckiers y expose : Vue de la Grande Place de Malines et  Vue prise à Binche[15].
- 1871 ; 28e Exposition nationale et triennale de Gand organisée par la Société Royale pour l’encouragement des Beaux-Arts dans la ville de Gand. : Walckiers y expose À Vianden, Marché à Berne, L’église de Notre-Dame du Sablon à Bruxelles[16].
- 1874 ; Exposition Internationale de Londres. Walckiers y expose sous le n° 1536 Marché aux œufs à Enghien et Vue de l’église Notre-Dame de Hall[17].
- 1876 ; Centennial Exhibition in Philadelphia U.S.A. :  Hôtel de Ville d’Alost. Cette exposition universelle est organisée en l’honneur du centenaire de la signature de la déclaration d’indépendance des U.S.A.[13]
- 1878 ; 24e Salon triennal de Bruxelles ; Walckiers y expose Vue de Huy et Église Ste-Gudule[18].
- 1880 ; Salon de Paris au Palais des Champs-Élysées ;Walckiers y expose Canal au Charbon à Anvers[19].
- 1880 ; Salon de l’Art belge à Bruxelles. Ce Salon a lieu dans le cadre des festivités du cinquantenaire de la naissance de l’État belge. Il se tient dans les locaux du Musée des Beaux-Arts et musées Royaux rue de la Régence et rue Montagne de la Cour. : Walckiers y expose Vue d’Audenaerde et église St-Nicolas et la Bourse de Bruxelles[20].
- 1880 ; 31e Salon triennal de Gand ; Walckiers y expose : Le canal des Charbonniers à Anvers et La Dyle à Malines[21].
- 1883 ; Salon de Gand, 32e exposition triennale : Walckiers y expose : Place Ste Catherine à Bruxelles[22].
- 1884 ; 26e Salon triennal de Bruxelles ; Walckiers y expose Panorama de Bruxelles et Place du Petit Sablon[23].
- 1884 ; 1ere Exposition des Beaux-Arts de la Société artistique de Roubaix-Tourcoing ; Walckiers y expose La rue Royale à Bruxelles.[24]
- 1886 ; Salon triennal de Gand, 33e exposition triennale : Walckiers y expose : Hôtel du Duc d’Arenberg à Bruxelles[25].
- 1887 ; Cercle Artistique et Littéraire de Bruxelles, dénommé aujourd'hui Cercle Gaulois, Bruxelles : Exposition par Walckiers des différentes études de la Bretagne, de la Hollande, de l’Allemagne, de la Suisse et de l’Italie[26].
- 1887 ; 27e salon triennal de Bruxelles ; Walckiers y expose Rue de la Régence[27].
- 1888 ; Salon triennal d'Anvers, Walckiers y expose: Le Mont-Dore en Auvergne et La Porte de Schaerbeek à Bruxelles; dégel[28].
- 1889 ; 15e Salon du Cercle Artistique et Littéraire (Cercle Gaulois) ; Walckiers y expose L’intérieur de l’atelier du sculpteur Desanfans[29].

## Œuvres dans les musées
- La Grand-Place de Bruxelles : Musée des Beaux-Arts de Gand (Museum voor Schone Kunsten te Gent).
- La place Sainte-Catherine de Bruxelles en 1890 : Musée royaux des Beaux-Arts de Belgique.
- Rue de la Régence à Bruxelles : Musée Royal des Beaux-Arts d'Anvers (Koninklijk Museum voor Schone Kunsten Antwerpen.
- Rue Royale à Bruxelles ;Vue de Louvain ; Le Pont Gothique à Malines ; Musée des Beaux-Arts de Tournai.
- La Grand-Place à Bruxelles : Musée des Beaux-Arts de Courtrai (Museum voor Schone Kunsten Kortrijk.
- Le boulevard du Nord à Bruxelles en 1889 : Musée des Beaux-Arts de Liège.
- La Grand-Place de Bruxelles en 1888 ; Marché aux fleurs sur la Grand-Place ; La rue Royale à Bruxelles: Musée de la ville de Bruxelles.

## Galerie de tableaux

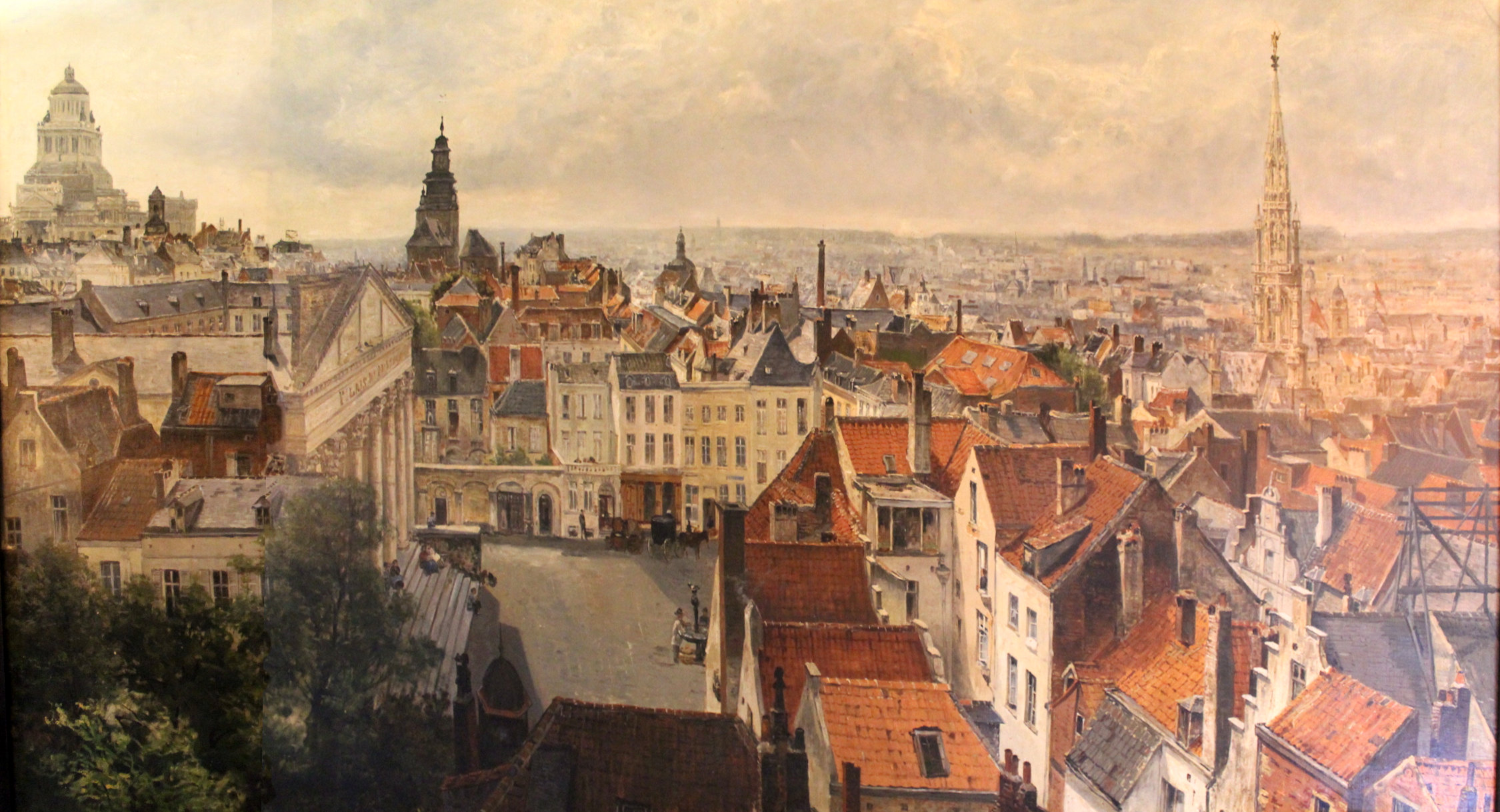
Panorama de Bruxelles
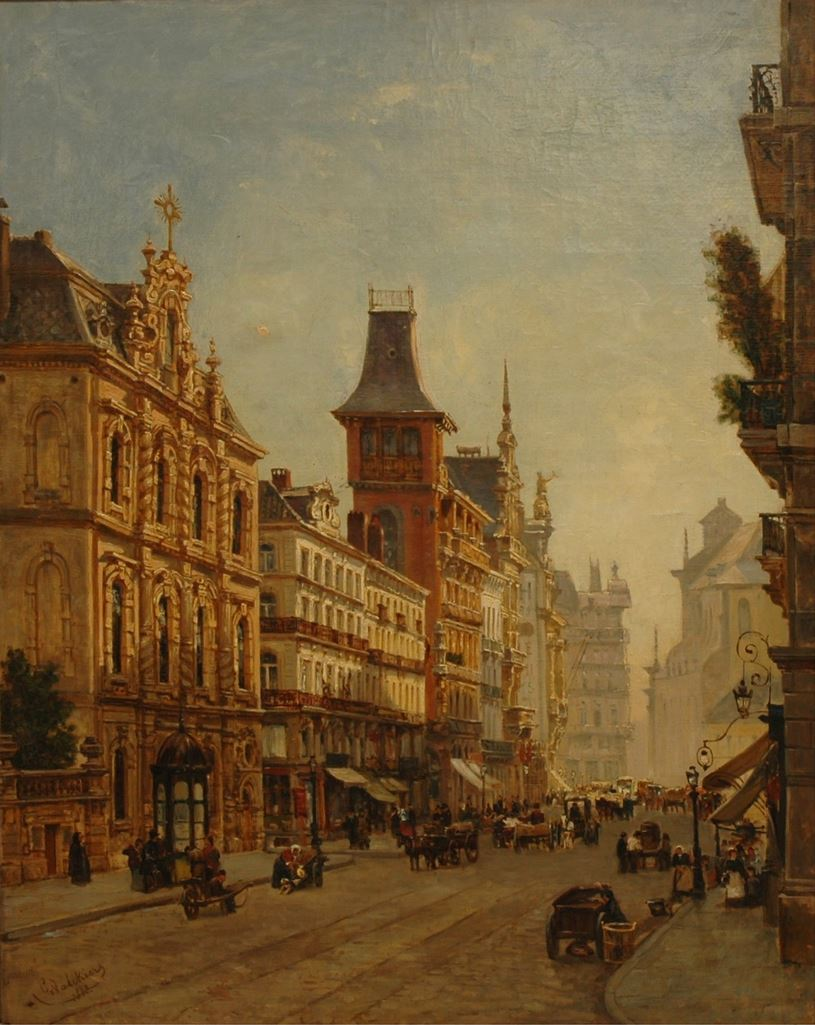
Le Boulevard du Nord à Bruxelles en 1889
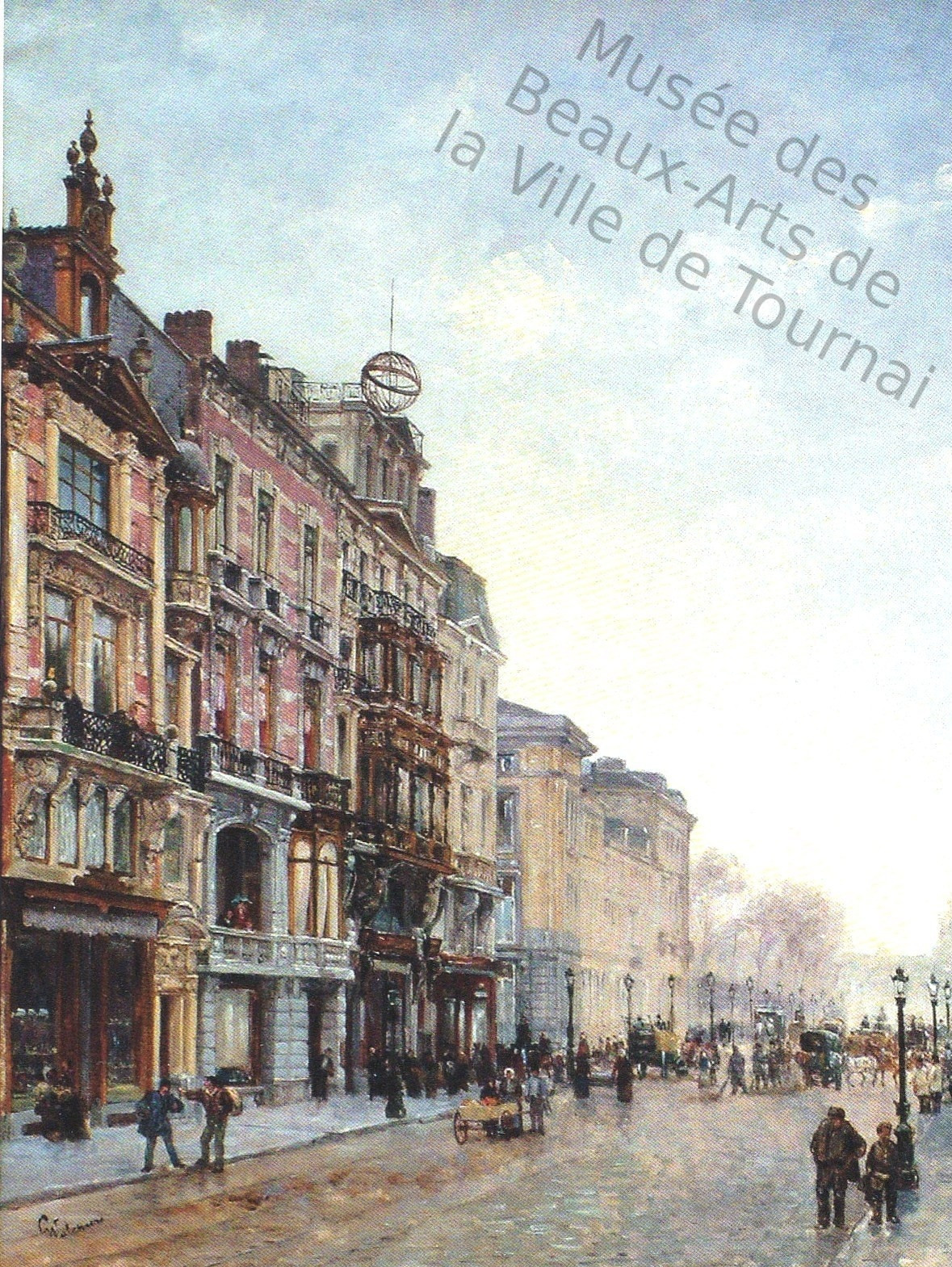
Rue Royale à Bruxelles
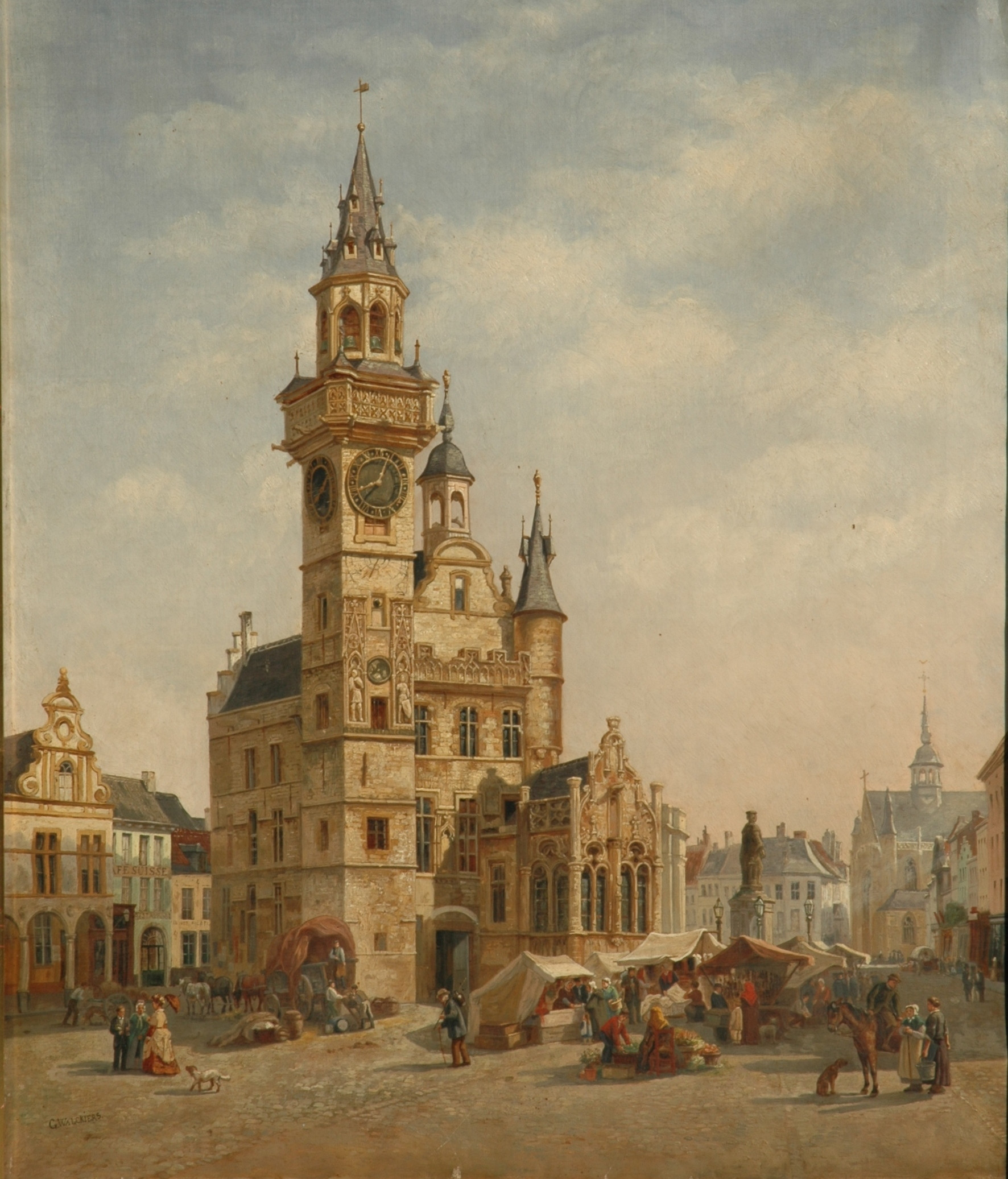
Aalst (Alost)
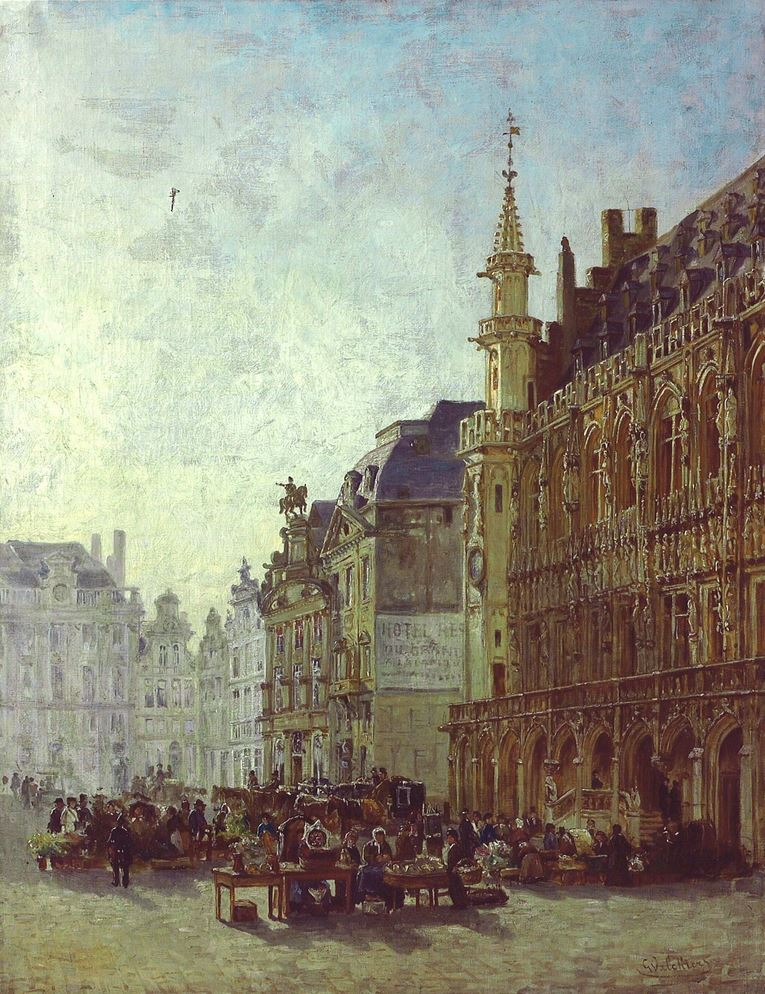
Grand-Place de Bruxelles, vue vers l'Arbre d'Or (Kortrijk Museum)
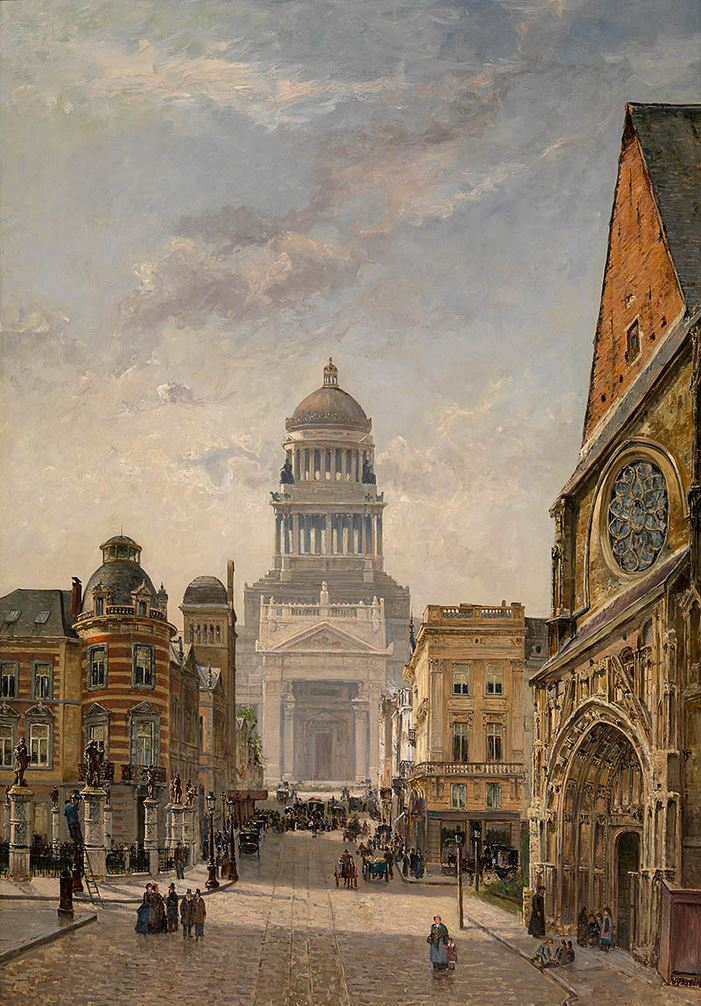
Rue de la Régence à Bruxelles (KMSKA)
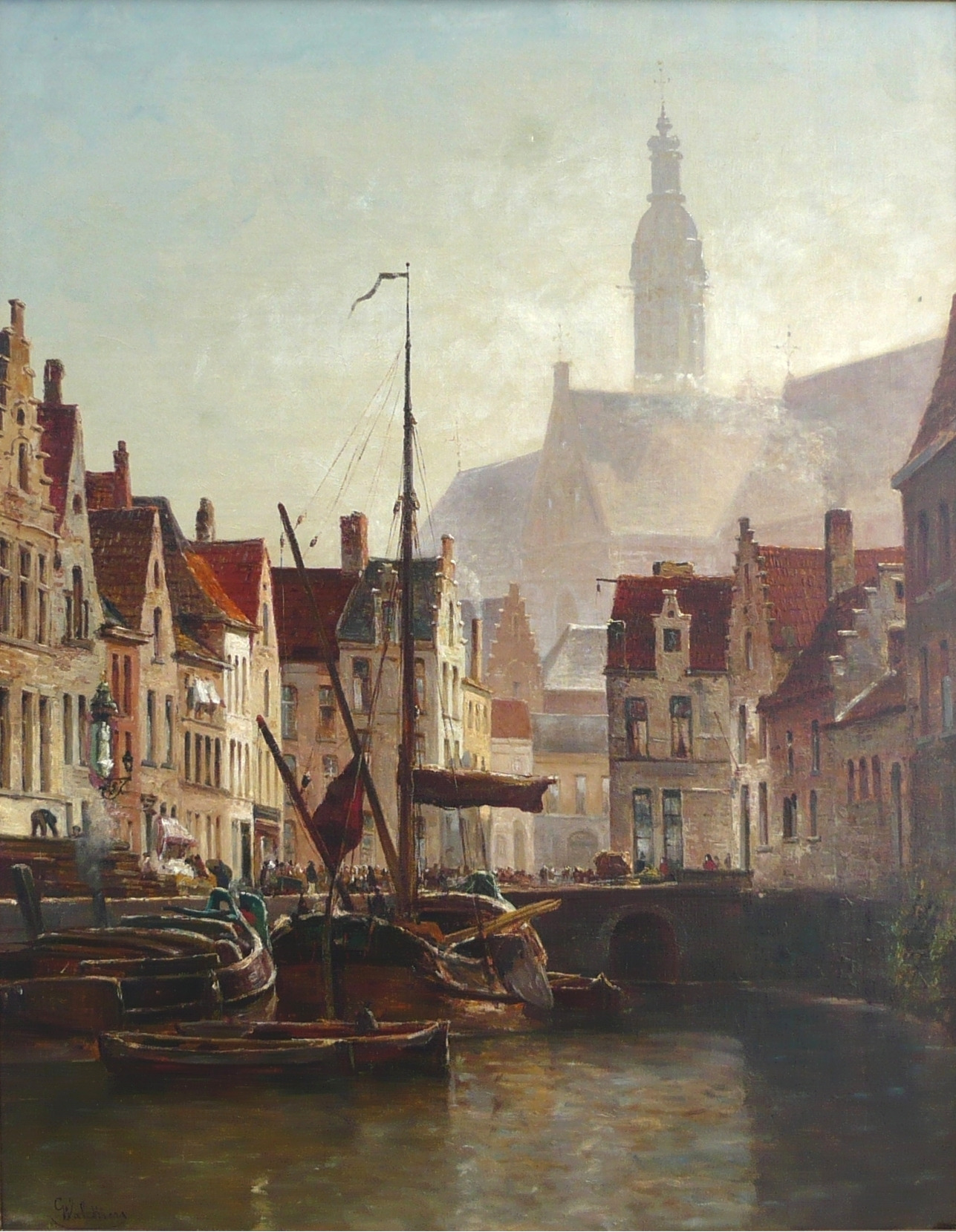
Koolvliet in Antwerpen, nu Koolkaai
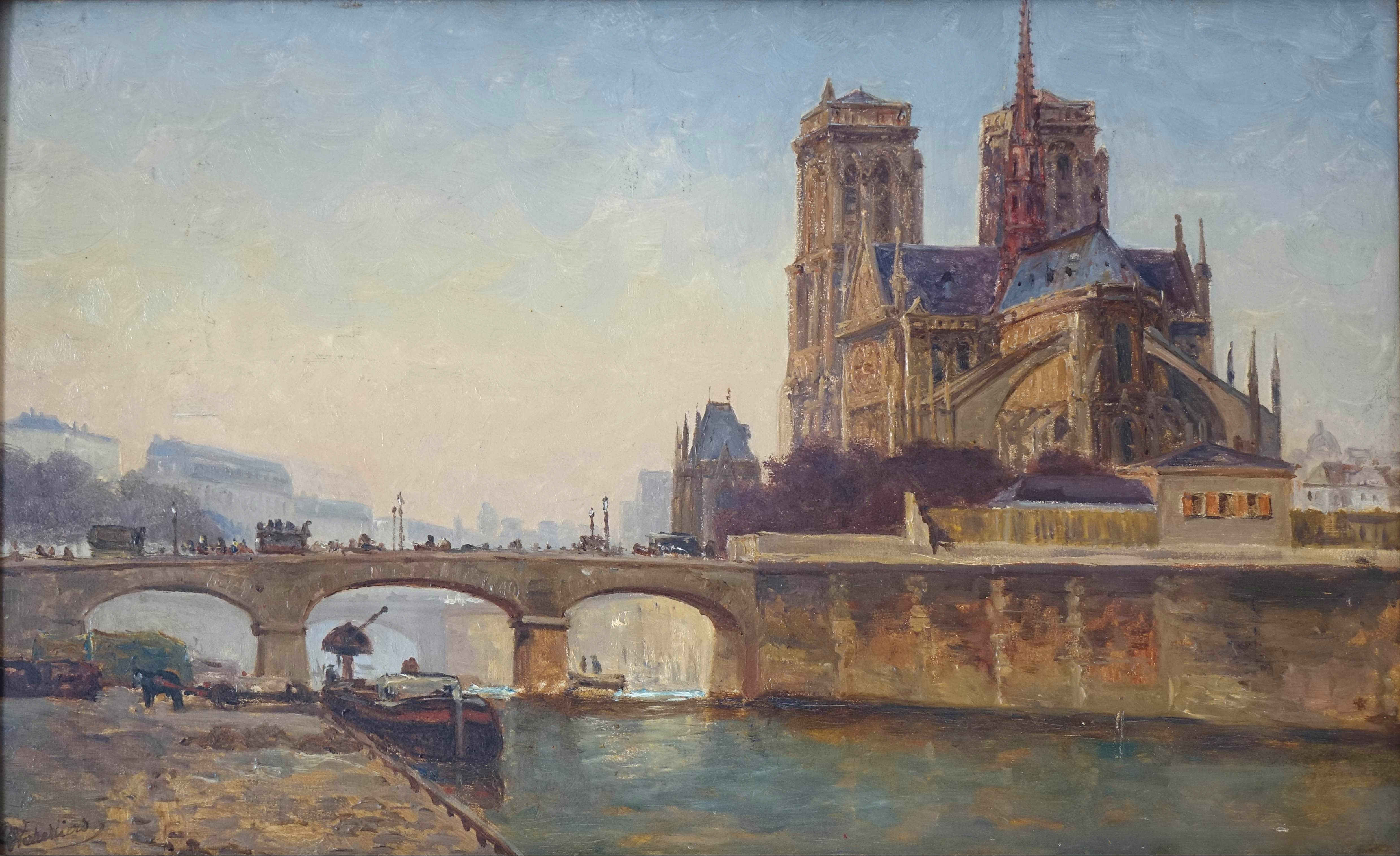
Notre-Dame de Paris
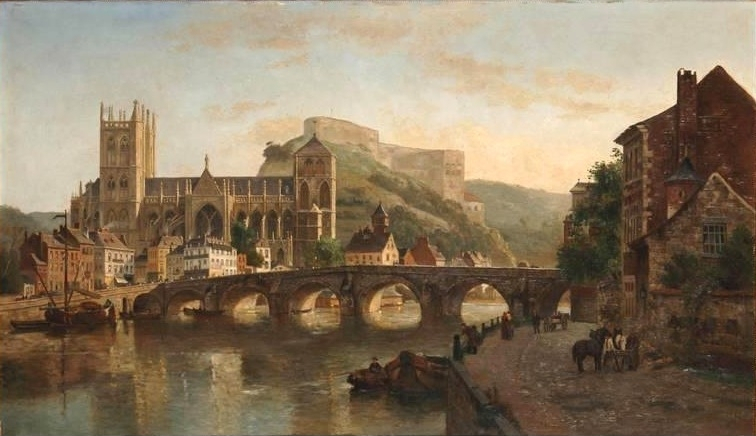
Huy
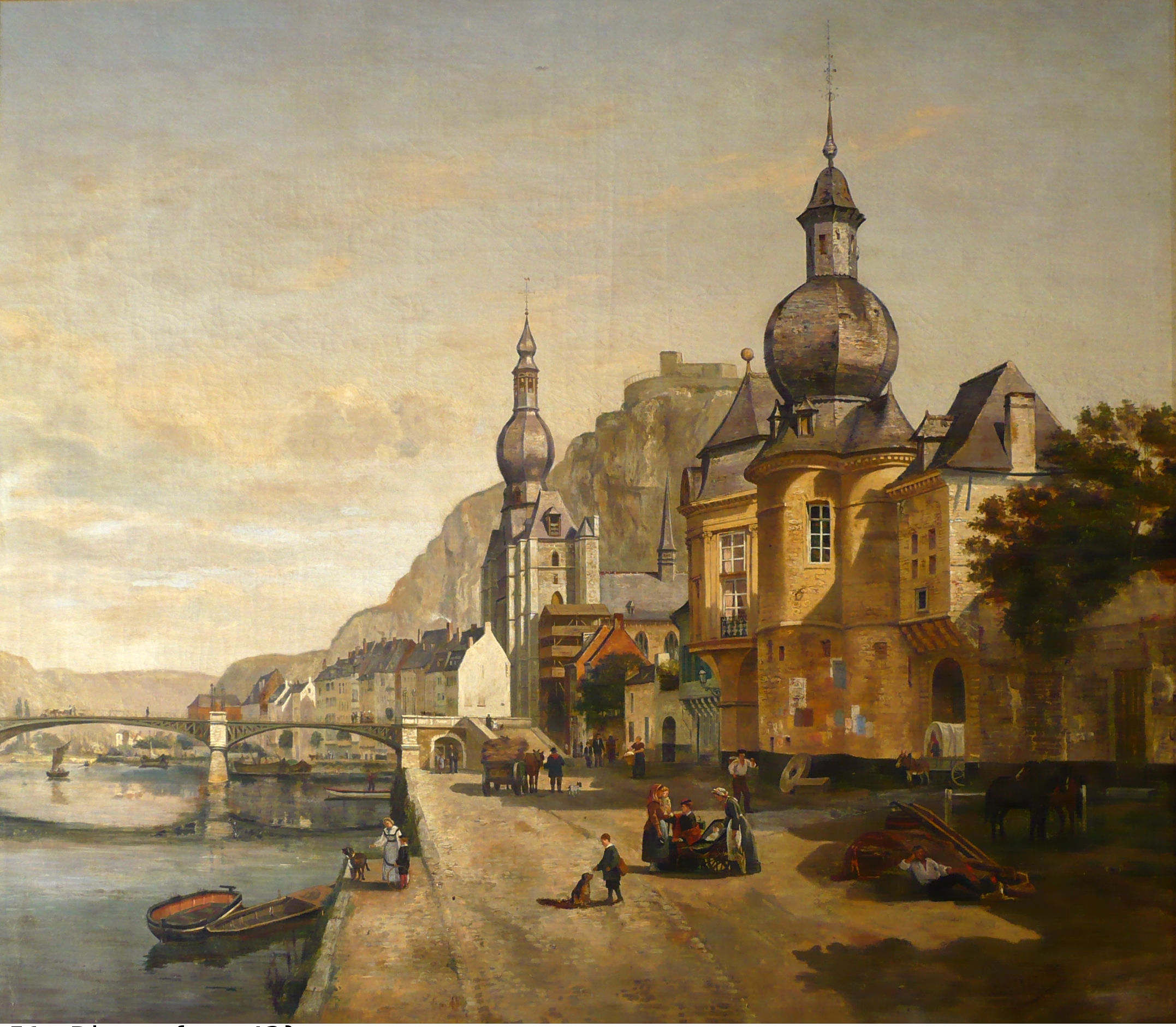
Dinant
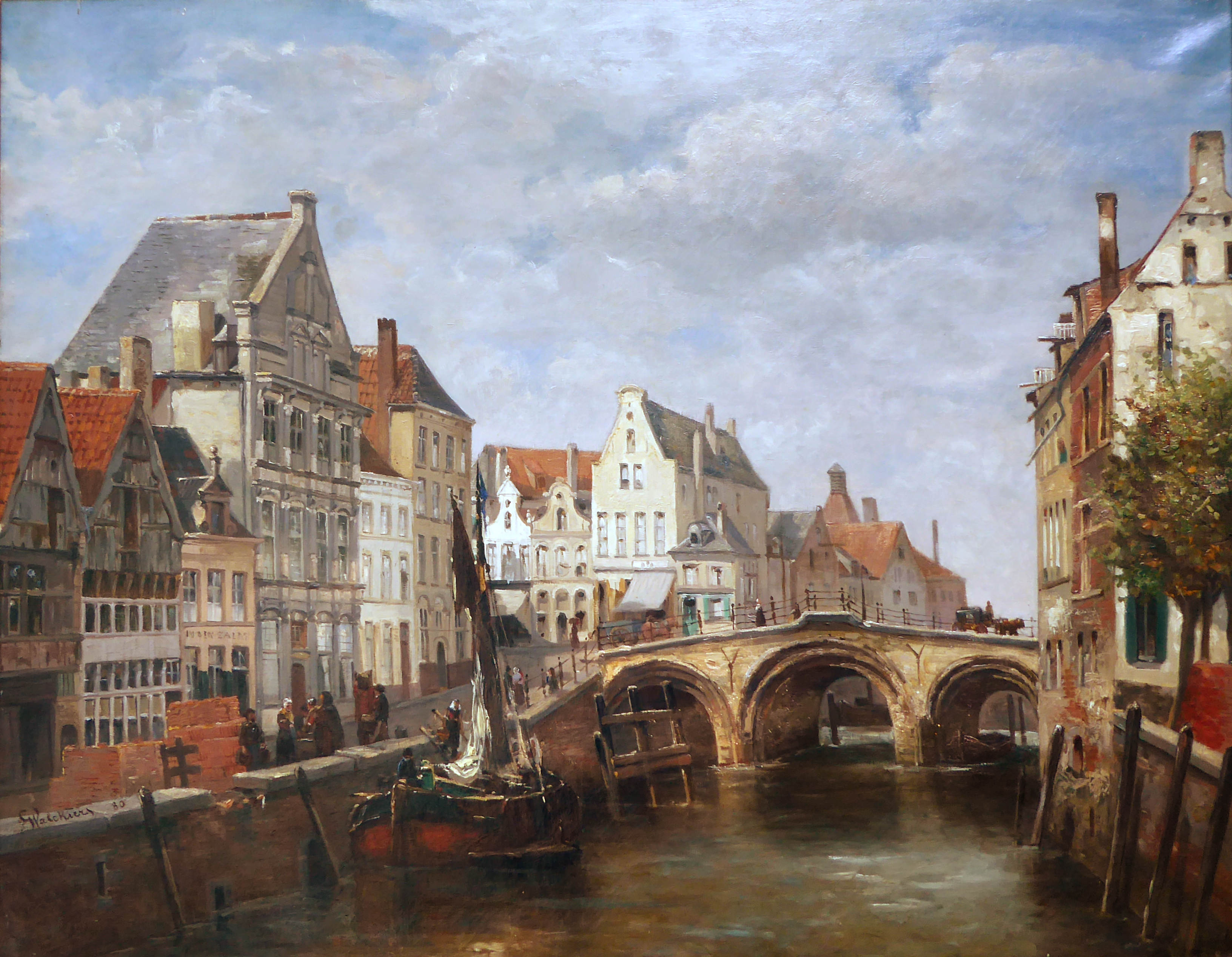
De Hoogbrug in Mechelen
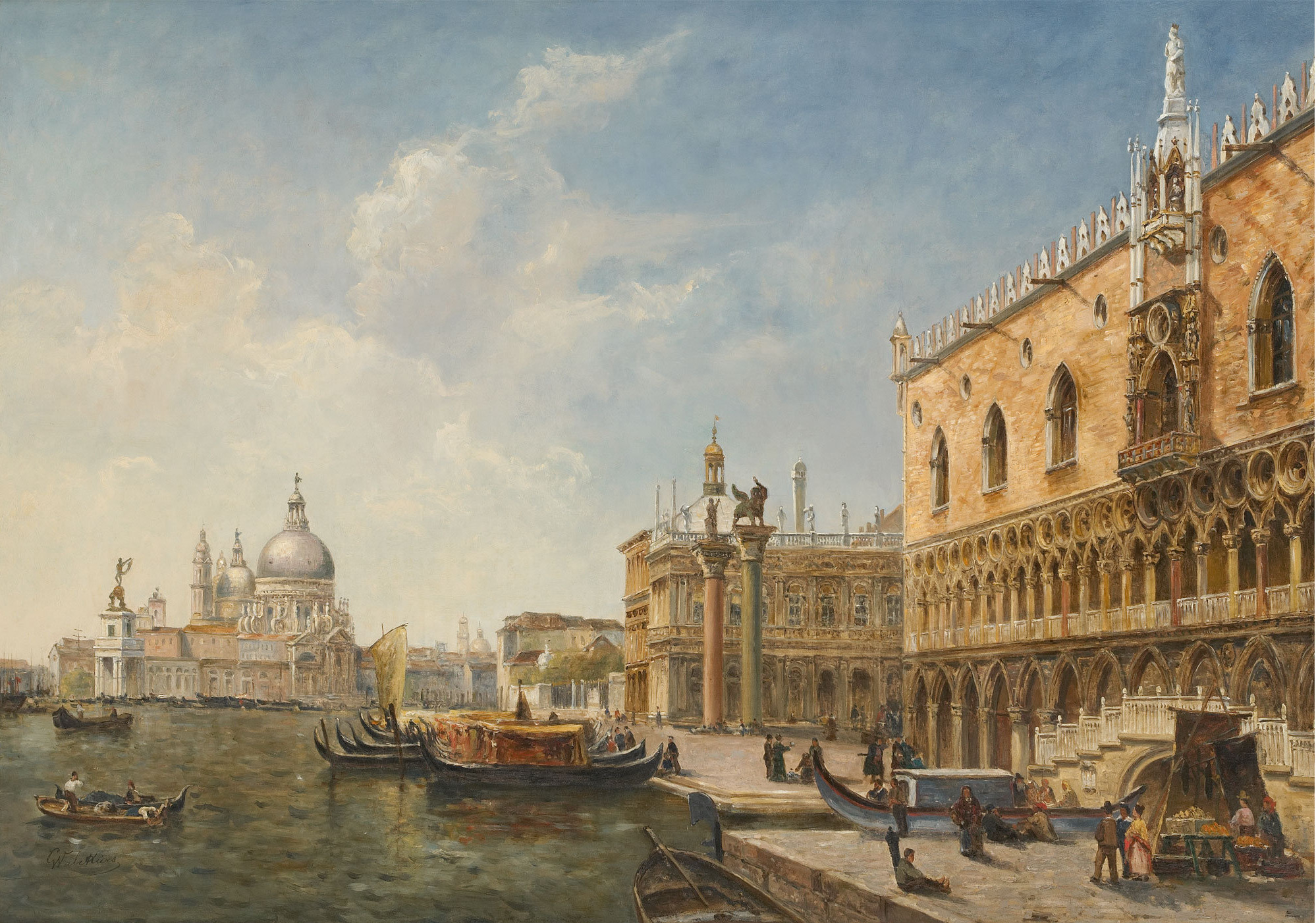
Le Palais des Doges à Venise
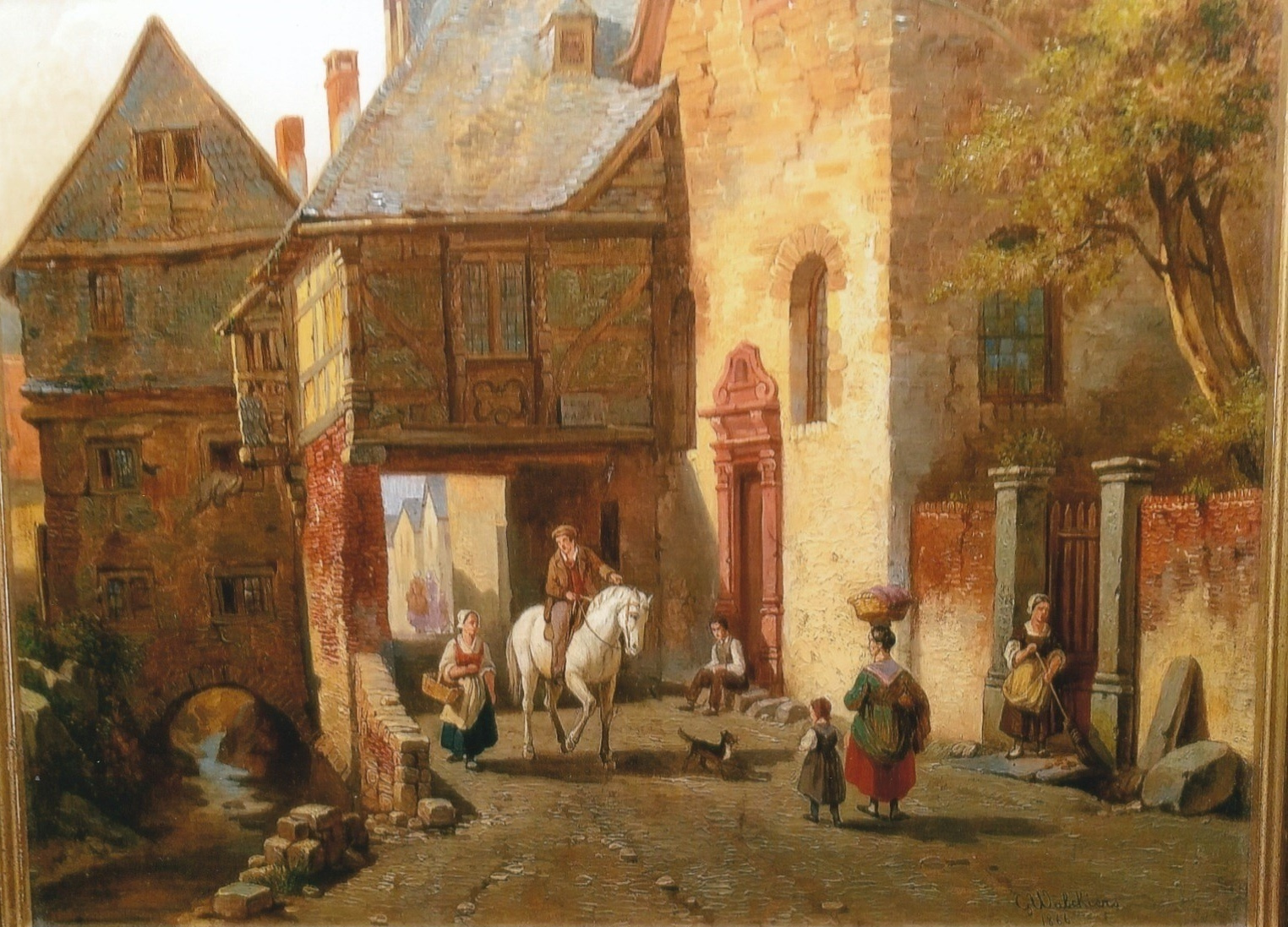
Ruelle avec cavalier